# دهستان وحدتیه
وحدتیه، دهستانی است از توابع بخش سعدآباد شهرستان دشتستان در استان بوشهر ایران.

## جمعیت
براساس سرشماری رسمی، در آمار سال ۱۳۸۵ جمعیت آن ۲٬۱۲۰ نفر (۴۵۰ خانوار) بوده و در آمار سال ۱۳۹۵ جمعیت آن ۱٬۷۲۴ نفر (۴۷۳ خانوار) می باشد.